# Justin Flores
Justin Flores (5 de diciembre de 1979) es un deportista estadounidense que compitió en judo. Ganó una medalla de bronce en el Campeonato Panamericano de Judo de 2004 en la categoría de –66 kg.

## Palmarés internacional
| Campeonato Panamericano | Campeonato Panamericano       | Campeonato Panamericano | Campeonato Panamericano |
| Año                     | Lugar                         | Medalla                 | Categoría               |
| ----------------------- | ----------------------------- | ----------------------- | ----------------------- |
| 2004                    | Isla de Margarita (Venezuela) | Medalla de bronce       | –66 kg                  |